# Воля
Вижте пояснителната страница за други значения на Воля.
Волята е способност на човека съзнателно да управлява своите постъпки, да ги насочва към съзнателно поставени цели и да преодолява външни и вътрешни трудности и препятствия.

## История на волята
Уилям Джеймс дискутира понятието воля в термините на волевото поведение, което следва от някакъв умствен образ на желателния резултат. Тогава, в началото на 20 век, появата на бихейвиоризма измества фокуса от сродните на волята идеи. Цялото поведение се схваща като обусловени асоциации между стимули и реакции, и вътрешните състояния, ако изобщо са били разглеждани, се считат за епифеномени на причините за поведението. Едва през 50-те и 60-те години, когато когнитивното движение започва да получава уважение, е подготвена сцената за появата наново на понятия като воля, намерение и самоопределяне. Скорошната работа обаче започва да подчертава значението на афекта и интегрира познанието и афекта в мотивационен анализ. Този мотивационен анализ дава основата за настоящите концепции за самоопределянето и волята.

## Воля и енергия
Понятието за воля обикновено се използва за обясняване на поведения, изникващи от конфликта между различни сили. Въпросът за енергията лежи в същността на темата. В теориите за волята, предложени от Джеймс и Левин, се приема, че източник на енергия за волята е потребността, първоначално мотивирала поведението, което в крайна сметка е било желано. Това обаче създава проблем. Ако тези потребности не осигуряват достатъчно енергия, без да я изискват, човек би се запитал как те могат да осигуряват енергия за волеизявата? Теорията на Диси дава отговор на този преди неразрешен проблем. Той смята, че вътрешната мотивация, основана на вродена потребност от компетентност и самоопределяне, осигурява енергия за волеизявата.

## Волята според психологията
Воля – дейност, при която съзнателно си поставяме цел и преодоляваме трудностите и препятствията за нейното постигане (Из Учебник по психология и логика)
Волята е процес, който се разграничава функционално и в преживяването като компонент на мотивираното целенасочено действие и на предхождащото го вземане на решение. Понятието воля подчертава дисциплиниращите актове на това действие, едно съзнателно насочване и напрягане на действията и с това – готовност за полагане на усилия в името на някаква обществена цел, например отлагане задоволяването на дадени потребности, изтърпяване на лишения по пътя на целта, мобилизация на последния резерв от сили. Волевите явления от този род са израз на човешкия размисъл върху обкръжаващия го свят, върху собствените потребности. Тези явления се проявяват в съзнателния процес на учене и труд.
Проявите на воля могат да се наблюдават психологически на първо място в процеса на вземане на решение, особено при личностно значими, свързани с голяма несигурност и риск ситуации водещи до конфликти. Тук волята се изразява преди всичко в трезвото преживяване на конфликта, във високата степен на внимание, концентрация, активация, в дисциплинарен контрол над ситуацията и самоконтрол. Тези явления са предварително условие за систематичното събиране на информация, която да даде възможност за преценка на алтернативите и изграждане на йерархия от предпочитания. Характерно в тази връзка са проявите на колебание и нерешителност (борба на мотивите). Най-ярка проява на воля в процеса на решението е изборът на определена алтернатива. Втори вид проява на воля има тогава, когато избраната цел трябва да бъде реализирана в продължителен, труден, напрегнат, обременителен процес на действие, при преодоляване на вътрешна и външна съпротива. Понятията като себевладеене, настойчивост и издръжливост характеризират волеви личностни свойства, определящи качеството на реализацията на целта.
Волевите прояви от този род трябва да се разграничават от онези психологически явления, означавани с понятията преднамерено (волево) и непреднамерено (неволево). Например, когато става дума за хватателно движение или за вниманието. Когато реакциите са преднамерени, в тях участват съзнателни процеси на ориентация и контрол, докато с термина непреднамерено се означава рефлекторното или във висока степен автоматизирано поведение.
Явленията на волята по принцип са несамостоятелни компоненти, а мотивираното взаимодействие между човека и средата. Психологически погледнато, свободата на волята е резултат от способността на индивида да вземе решения, опирайки се върху адекватна на задачата и ситуацията информация и адекватна на целта принципи на избиране.